# Sminthopsis archeri
Sminthopsis archeri é uma espécie de marsupial da família Dasyuridae.
- Nome Popular: Dunnart-Castanho

- Nome Científico: Sminthopsis archeri (van Dyck, 1986)

## Características
Esta espécie tem a pelagem castanha no dorso. Mede cerca de 8-10 de comprimento e a cauda fina e quase sem pelos com 7–9 cm, seu peso varia entre 15-20 gramas.

## Hábitos alimentares
Alimenta-se de insetos, anfíbios e pequenos répteis;

## Habitat
Vivem em bosques e florestas tropicais;

## Distribuição Geográfica
Sul de Papua-Nova Guiné, Golfo do Norte de Queensland, Península do Cabo York;